# Tempio di Marte in Circo
Il tempio di Marte in Circo  (in latino Aedes Martis in Circo Flaminio) era un tempio di Roma antica dedicato a Marte, situato in prossimità del Circo Flaminio, nella IX regione augustea.

## Storia
Il tempio di Marte in Circo fu edificato per Decimo Giunio Bruto Callaico nel 138 a.C. dall'architetto Ermodoro di Salamina

## Descrizione
Nel vestibolo erano iscritti alcuni versi del poeta Accio in versi saturni. Il tempio conteneva una statua colossale di Marte realizzata da Scopas e una statua di Venere, anch'essa realizzata da Scopas, che era considerata superiore a quella di Prassitele.

## Ubicazione
Si ignora l'esatta posizione del tempio, che doveva però sorgere a sud del teatro di Pompeo; secondo alcuni è identificabile su un frammento della pianta marmorea severiana a nord del lato minore del circo (vedi immagine sotto), mentre è superata la tesi che ne individuava iresti sotto la chiesa di San Nicola dei Cesarini
| Planimetria del Campo Marzio meridionale |
| --- |
| Tevere Navalia Circus Flaminius Teatro di Marcello T. di Diana T. della Pietà T. di Giano T. di Giunone T. di Spes Tempio di Bellona Tempio di Apollo Sosiano Tempio di Giove Statore Tempio di Giunone Regina Portico d'Ottavia Portico di Filippo T. d'Ercole Portico d'Ottavio Teatro di Balbo Crypta Balbi Portico di Minucio T. delle Ninfe Diribitorium T. di Giuturna T. della Fortuna T. di Feronia T. dei Lari Permarini Curia di Pompeo Portico di Pompeo Teatro di Pompeo Tempio di Venere Vincitrice Templi di Marte e Nettuno Santuario di Ercole Magnus Custos Tempio di Castore e Polluce Ponte Fabricio Isola Tiberina Porticus Maximae T. di Vulcano Porticus Divorum Villa Publica Hecatostylum T. della Fortuna equestre Anfiteatro di Statilio Tauro (?) |